# Тамаго каке ґохан

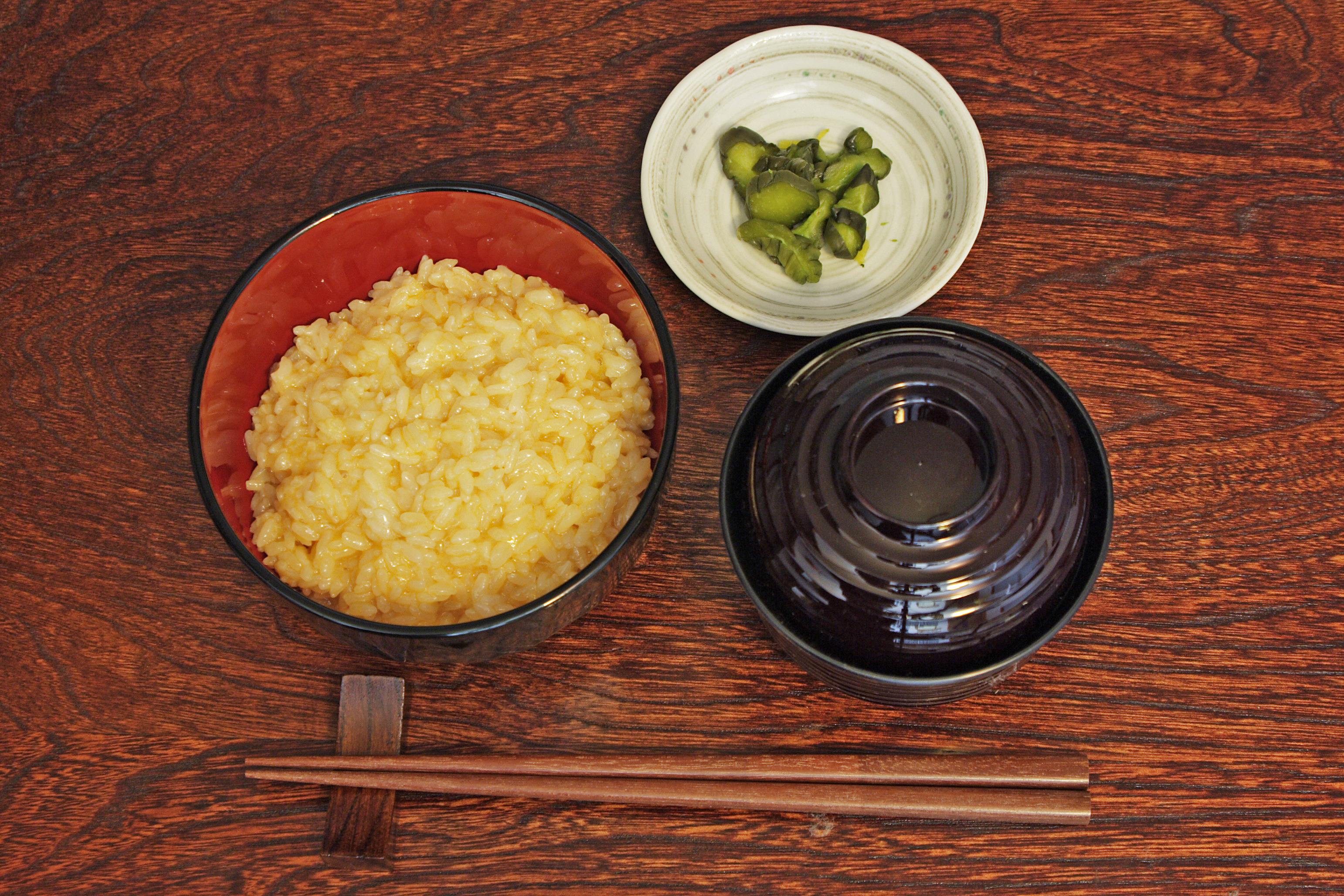
Тамаго каке ґохан (ліворуч), разом із супом цукемоно та місо

Тамаго каке ґохан (яп. 卵かけご飯, "яйця на рисі"; назва іноді скорочується до трьох лат. літер TKG) — це популярний японський сніданок (хоча страва може споживатися не лише зранку), що складається зі звареного рису политого сирим яйцем, часто з додаванням соєвого соусу.
Тамаго каке ґохан (тамаго означає яйце, каке — бризок, ґохан — рис або їжа) називають й по іншому — тамаго каке меші (меші також означає рис або їжа), тамаго буккаке ґохан, буккаке ґохан, або просто тамаго ґохан, тамаго каке, тамаґохан чи тамацуру залежно від регіону та особистих вподобань.
В приготуванні можуть вживатися як збиті яйця, такк і не збиті. Іноді використовується лише жовток яйця.

## Історія
У давні часи основною їжею не рослинного походження, що споживали японці була риба, м'ясо не споживалося у великих кількостях через буддистську заповідь проти вбивства тварин. Хоча курятина споживалася в більшій кількості ніж м'ясо тварин, яйця протягом довгого часу не вважалися їжею. У синтоїзмі яйце розглядається як приношення Богам, і люди вірили, що будуть покарані, якщо з'їдять яйце. Протягом періоду Едо (1603-1868), люди почали тримати курей як домашніх улюбленців. Дуже скоро яйця стали частиною дієти, так як люди зрозуміли, що незапліднені яйця не вилуплюються. Як результат, яйця перестали розглядатися як "живі створіння" і з часом вірування, що з'їсти яйце це гріх, зникло. Люди перестали тримати курей як домашніх улюбленців, тепер вони утримувалися для отримання яєць. Протягом певного часу яйця все ще залишалися розкішшю і дорогим продуктом харчування.
Першою людиною, що приготувала тамаго каке ґохан, вважають Ґінко Кішіда (1833-1905), першого військового репортера Японії. За часів періоду Мейдзі (1868-1912), він вилив сире яйце на рис і був настільки вражений, що це смачно, що рекомендував його всім, кого знав. Його прихильність до тамаго каке ґохан була навіть висвітлена в журналі.
Тамаго каке ґохан поступово поширювався серед японського населення протягом тривалого часу. Новий виток популярності страви стався на початку 2000-х, коли був створений спеціальний соєвий соус для тамаго каке ґохан. Назва соусу — отамахан おたまはん (яп. おたまはん), створений він був у 2002 компанією Йошіда Фурусато Мура (англ. Yoshida Furusato Mura Co., Ltd.),  у місті Йошіда префектури Сімане. Він трохи солодший і м’якший за звичайний.
Страва набула значною популярності, про що свідчить той факт, що у Японії зараз існує понад 50 різних соєвих соусів спеціально для тамаго каке ґохан. У місті Йошіда, де був створений перший спеціалізований соус, був проведений навіть трьохденний "Японський Тамаго-Кака-Ґохан Симпозіум" в жовтні 2005-го, який відвідало 2500 людей. На симпозіумі було вирішено, що 30 жовтня — день тамаго каке ґохан. Також, була видана книга рецептів тамаго каке ґохан, що містить по одному рецепту на кожен день року. Існує також чимало ресторанів, що спеціалізуються на приготуванні тамаго каке ґохан.

## Спосіб приготування

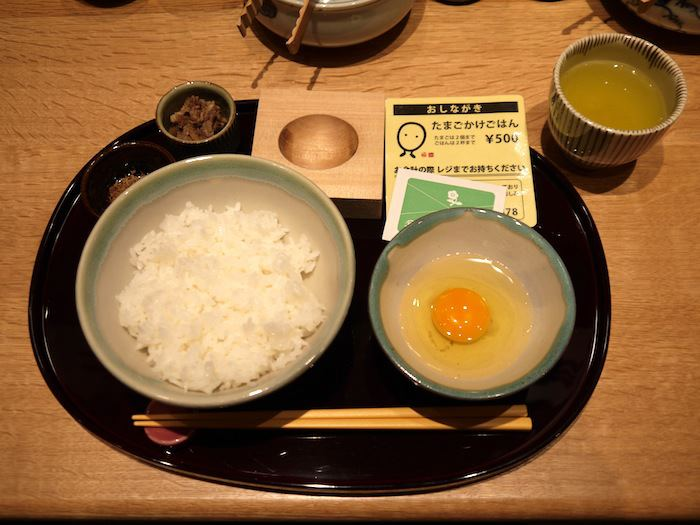
Рис і яйце перед змішуванням

Сире яйце та японський рис просто змішуються в рисовій мисці. Рис може бути холодним, нещодавно приготованим або розігрітим; яйце можна розбити безпосередньо в миску з рисом (до або після рису) або збити в окремій мисці заздалегідь. Деякі люди роблять заглиблення у рисі, куди виливають яйце.
Страва може подаватися з додаванням фурікаке, натто, кацуобусі, шірасу (сирі або варені, солоні і сушені мальки білої риби, зазвичай анчоуси, сардини чи оселедець). 

## Безпека
Споживання сирих яєць несе ризик зараження сальмонельозом. У Японії існують суворі стандарти якості щодо яєць — яйця миються після збору, стерилізуються і тестуються, тому споживання тамаго каке ґохан вважається безпечним.